# La Fleur d'amour (film)
Pour les articles homonymes, voir La Fleur d'amour.
Pour plus de détails, voir Fiche technique et Distribution.
La Fleur d'amour (The Love Flower) est un film américain réalisé par D. W. Griffith et sorti en 1920.

## Fiche technique
- Titre : La Fleur d'amour
- Titre original : The Love Flower
- Réalisation : D. W. Griffith
- Scénario : D. W. Griffith d'après une œuvre de Ralph Stock
- Production : D. W. Griffith Productions
- Photographie : Paul H. Allen et G. W. Bitzer
- Montage : James Smith
- Date de sortie : 
  - États-Unis : 22 août 1920

## Distribution
- Carol Dempster
- Richard Barthelmess
- George MacQuarrie
- Anders Randolf
- Florence Short
- Crauford Kent
- Adolph Lestina